# 신안 흑산성당
신안 흑산성당은 대한민국 전라남도 신안군 흑산면 흑산도에 있는 건축물이다. 2019년 8월 5일 대한민국의 국가등록문화재 제759호로 지정되었다.

## 등록 사유
신안 흑산성당은 우리나라 서남해의 최남단에 위치한 흑산도에 천주교가 전파되어 가는 과정을 엿볼 수 있는 장소로, 선교뿐 아니라 교육, 의료 등 다양한 분야의 봉사활동을 활발하게 전개하여 낙후되었던 지역사회 발전에 기여했던 점에서 종교적 가치 및 지역사적 측면에서 의미가 크다.

## 같이 보기
- 흑산도

## 참고 자료
- 신안 흑산성당 - 국가유산청 국가유산포털